# Route 66 (documentaire)
Pour les articles homonymes, voir Route 66 (homonymie).
Route 66 est un moyen métrage documentaire français écrit par Claude-Jean Philippe et réalisé par Daniel Costelle et sorti en 1968.

## Synopsis
Daniel Costelle et Claude-Jean Philippe traversent les États-Unis en voiture le long de la route 66, soit 3400 km d’Est en Ouest, reliant Chicago à Los Angeles. Les auteurs partent à la rencontre des Américains. Les paysages et les opinions changent au gré des états traversés.
- Villes étapes : Chicago, Springfield (Illinois), Saint-Louis (Missouri), Tulsa (Oklahoma), Oklahoma City, Los Angeles.

## Fiche technique
- Réalisation : Daniel Costelle
- Scénario : Claude-Jean Philippe
- Production : Claude Santelli
- Son : Claude Delannoi
- Narration : Daniel Costelle
- Montage : Michel Girardet
- Durée : 49 minutes
- Format : 16 mm
- Couleur
- Commanditaire : Air France
- Diffuseur : Office de radiodiffusion-télévision française (ORTF)

## Commentaire
Les auteurs du documentaire arrivent aux États-Unis dans le contexte politique embrasé de l'année 1968, assassinats de Robert Kennedy et Martin Luther King, élections présidentielles sous tension, émeutes de Chicago. À mesure que leur Road trip s'enfonce dans l’Amérique profonde, le contexte politique tendu semble lointain. On découvre alors une Amérique au ralenti, sur des images inédites des États-Unis de la fin des années 1960.